# Черен май
Черният май се отнася за период (29 април – 24 май 1943 г.) от битката за Атлантика по време на Втората световна война. Германските подводници претърпяват тежки загуби, а броят на потопените потопените кораби на съюзниците намалява. Смята се за повратна точка в битката за Атлантика.
През май 1943 г. броят на германските подводници достига своя връх. От 240 оперативни подводници 118 се намират в открито море, но броят на потопените съюзническите кораби продължава да намалява. През май 1943 г. се наблюдават и най-големите загуби до този момент. 41 подводници са унищожени през май 1943 г.
На 24 май 1943 г. Карл Дьониц нарежда временно спиране на кампанията на подводниците и повечето са изтеглени от оперативна служба.